# Slovenske železnice

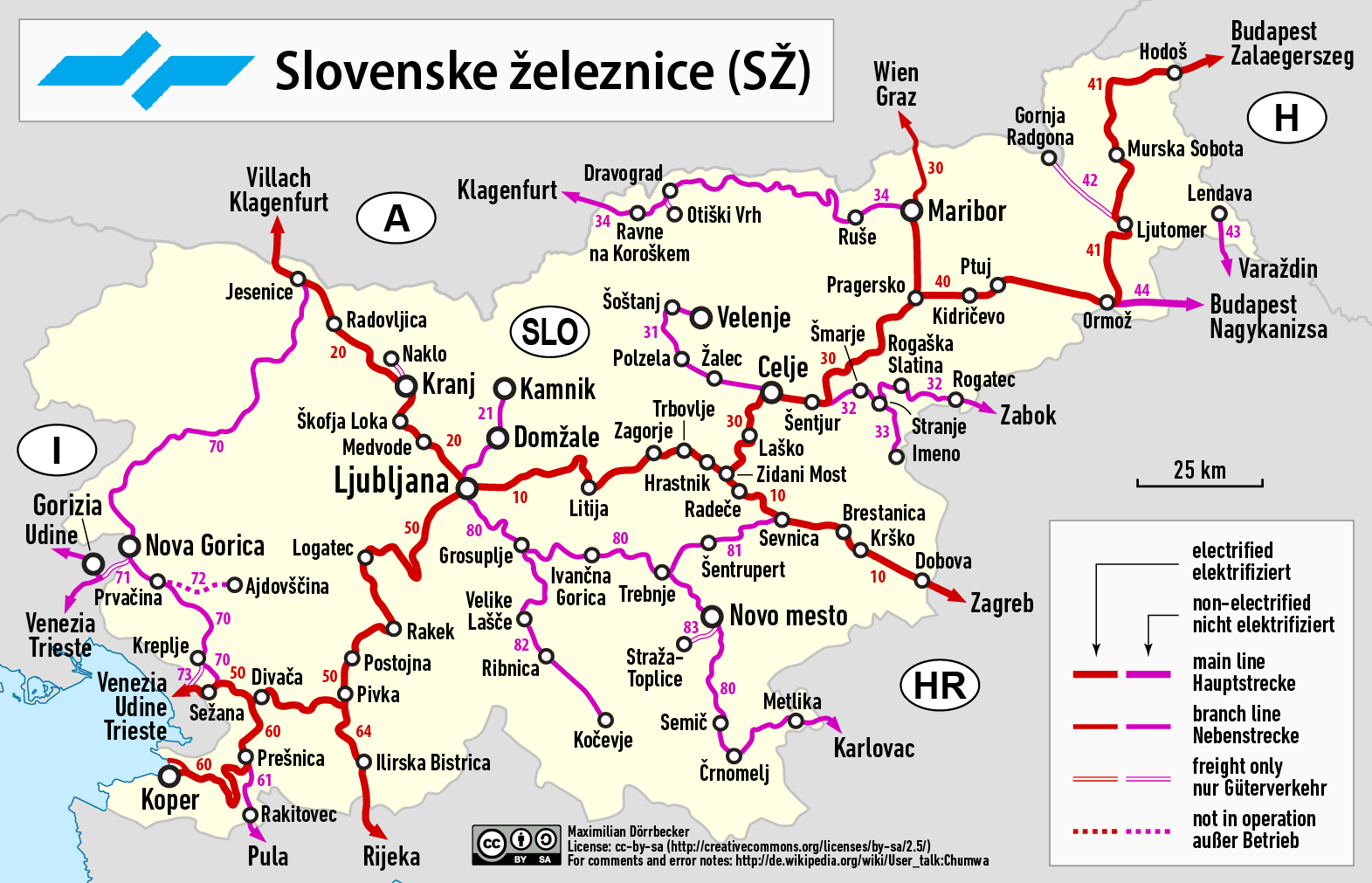
Bahnnetz

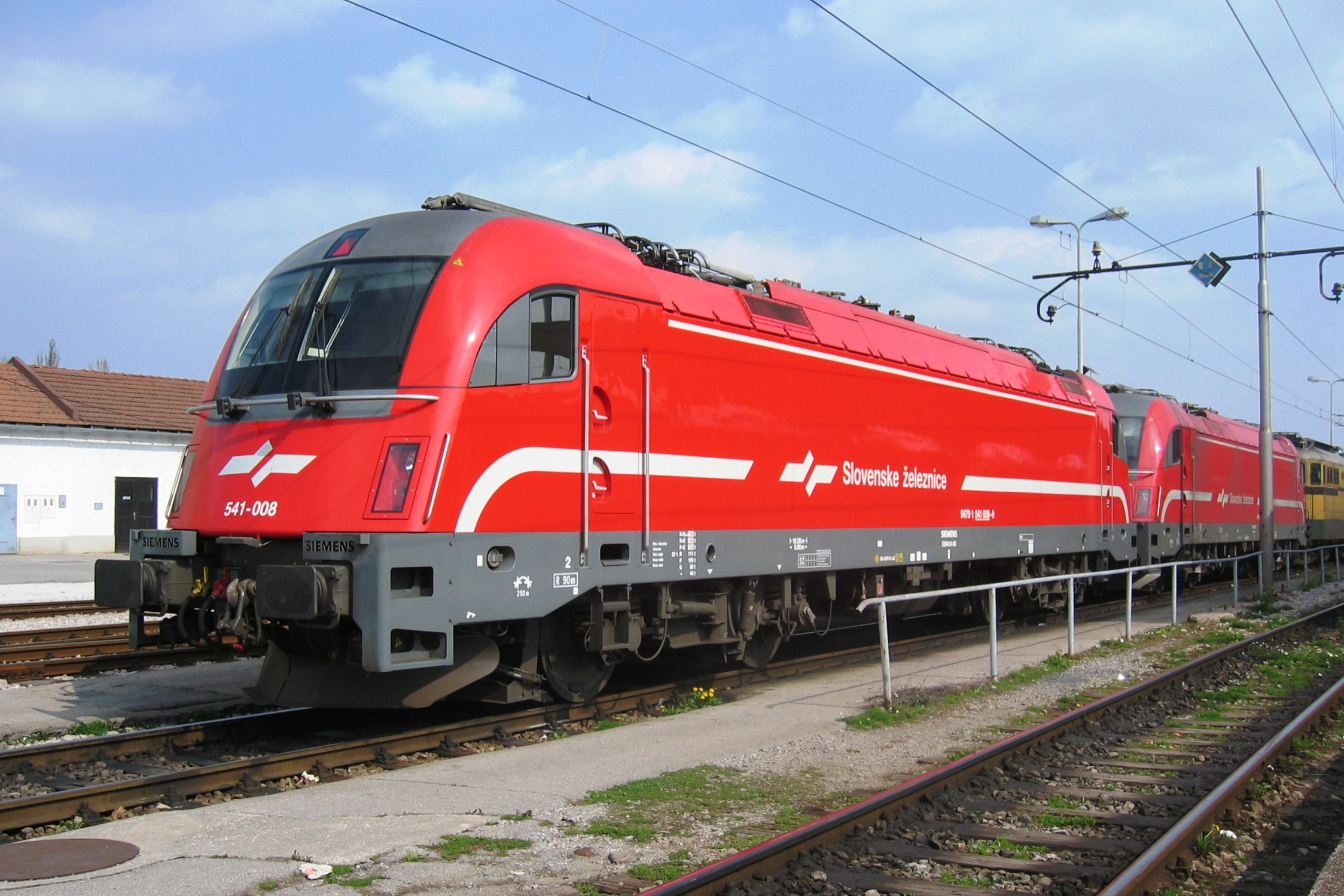
Eine Siemens ES64U4 Lokomotive der SŽ-Reihe 541

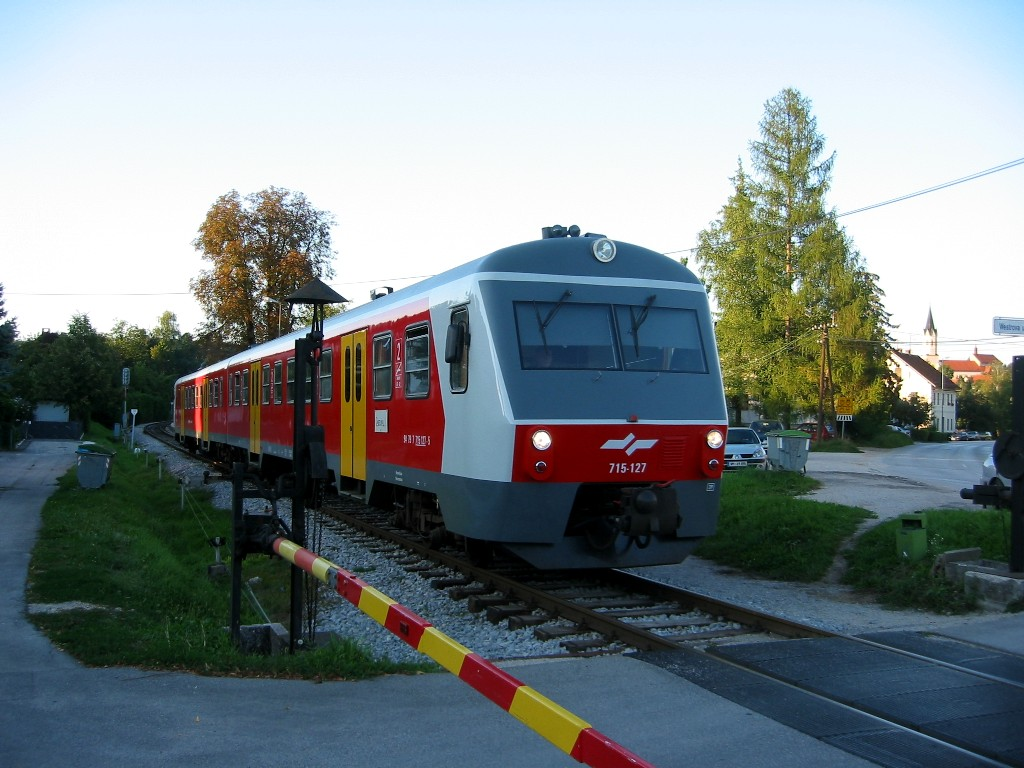
Dieseltriebwagen 715 127

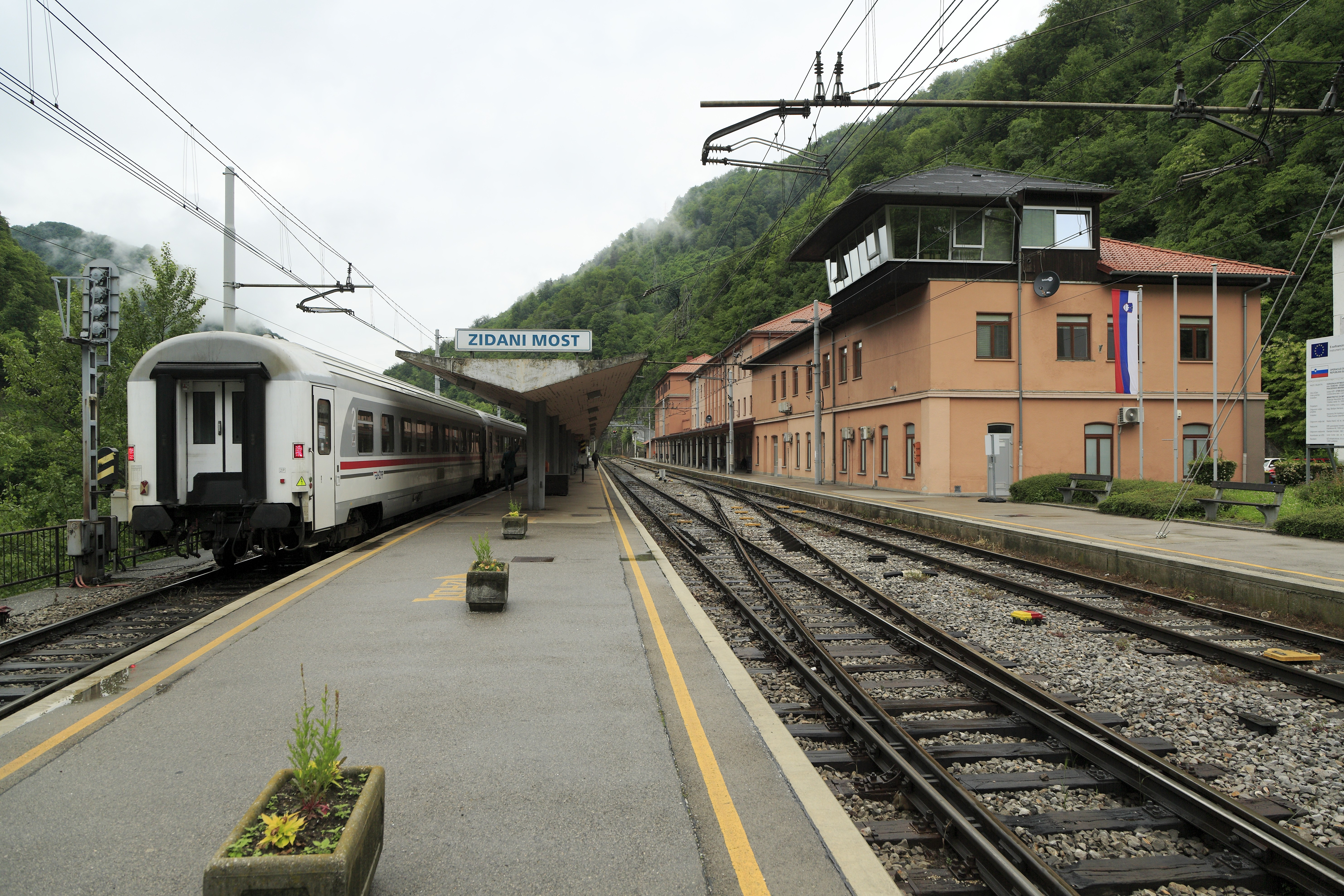
Zidani Most

Die Slovenske železnice (SŽ) [slo'venske ʒe'leznitse] (deutsch Slowenische Eisenbahnen) sind die staatliche slowenische Eisenbahngesellschaft.

## Geschichte
Der überwiegende Teil des Netzes entstand zu der Zeit, als ein großer Teil Sloweniens als Herzogtum Krain zur Österreich-Ungarischen Monarchie gehörte. Am bedeutendsten war die von der k.k. Südliche Staatsbahn errichtete Strecke Wien – Semmering – Graz–Triest über Maribor (Marburg) und Ljubljana (Laibach), durchgängig in Betrieb seit 1857. Ein Großteil der Infrastruktur (Tunnel, Brücken und Sicherungstechnik) der Unterkrainer und Weißkrainer Bahnstrecke, insbesondere des Bahnhofes Novo mesto, stammen noch aus dem Jahre 1894. Die elektromechanischen Anlagen funktionieren noch einwandfrei. Mit der Auflösung der Österreich-Ungarischen Monarchie nach dem Ersten Weltkrieg fiel das Gebiet des heutigen Sloweniens überwiegend an den SHS-Staat (ab 1929 Königreich Jugoslawien), ein westlicher Teil an das Königreich Italien. Der SHS-Staat und Italien integrierten die jeweils neu gewonnenen Streckenabschnitte in ihre jeweiligen Staatsbahnen, die Eisenbahnen des Königreichs der Serben, Kroaten und Slowenen (ab 1929 Jugoslawische Staatsbahnen JDŽ) und die Ferrovie dello Stato Italiane (FS). Nach dem Zweiten Weltkrieg musste Italien das nach dem Ersten Weltkrieg von Österreich übernommene Gebiet Istriens – bis auf die Stadt Triest und einen schmalen Geländestreifen entlang der Adria – an Jugoslawien abtreten.
Die Bahnstrecken wurden nun von den JDŽ/JŽ betrieben. Wichtigstes Eisenbahn-Neubauprojekt dieser Zeit war die Bahnstrecke Prešnica–Koper (31,5 km), die 1967 eröffnet wurde und den Hafen von Koper mit dem Eisenbahnnetz des Hinterlandes verbindet.
Als Jugoslawien Anfang der 1990er Jahre zerfiel, bildeten die unabhängig werdenden einzelnen Staaten jeweils eine eigene Staatsbahn. Slowenien gründete aus dem Bestand der Direktion Ljubljana 1991 die Slovenske železnice (SŽ). Seit dem 10. Juni 1992 sind die SŽ Mitglied im UIC. Konsequenz aus dem Zerfall Jugoslawiens war weiter, dass zwei Nebenbahnen, die nach Kroatien führten, im grenzüberschreitenden Verkehr stillgelegt wurden. Andererseits wurde die schon zuvor grenzüberschreitend stillgelegte Bahnstrecke Ormož–Zalalövő (Ungarn) wieder in Betrieb genommen, um eine Kroatien umfahrende Verbindung dorthin herzustellen.
Im Jahr 2020 wurden 49 % des Unternehmens SŽ – Tovorni promet im Rahmen einer strategischen Partnerschaft an die tschechische Energie- und Industrieholding EPH verkauft.
Da die eingleisige Strecke nach Koper starke Steigungen aufweist und überlastet ist, ist die Neubaustrecke Divača–Koper im Bau. Sie soll 2026 zunächst eingleisig eröffnet werden. Der zweigleisige Endausbau ist für das Jahr 2030 geplant.

## Struktur
Die Slovenske železnice wurden aufgrund europarechtlicher Vorgaben zum 1. September 2011 in eine staatseigene Holding umgewandelt. Das operative Geschäft obliegt seither den von den SŽ gehaltenen Tochtergesellschaften
- SŽ-Infrastruktura, d.o.o. (Eisenbahninfrastruktur) und
- SŽ-Potniški promet, d.o.o. (Personenverkehr).

Weitere Tochterunternehmen sind:
- SŽ EP Logistika (51 %)
  - SŽ-Tovorni promet, d.o.o. (Güterverkehr)
  - Fersped, d.o.o. (Spedition)
- SŽ-Vleka in tehnika, d.o.o. (Fahrzeuginstandhaltung)
- SŽ-Železniško gradbeno podjetje (Bahnbau)

## Infrastruktur
Die Länge des slowenischen Streckennetzes beträgt 1207 km, davon sind rund 334 km zweigleisig ausgebaut. Aktuell sind 610 km des Netzes mit 3 kV Gleichspannung elektrifiziert. Die Wahl dieses Systems ist auf die Italienische Besetzung Sloweniens im Zweiten Weltkrieg zurückzuführen, während der 1942 die ersten Strecken von den Ferrovie dello Stato nach ihren Normen elektrifiziert wurden. Die Fahrleitungsanlagen entsprechen noch immer italienischen Bauarten.
Der Grenzstreckenabschnitt Rosenbach–Jesenice durch den Karawankentunnel wird mit 15 kV Wechselspannung bei 16,7 Hz gespeist. Jesenice und Spielfeld-Straß sind Grenz- und Systemwechselbahnhöfe zu Österreich mit 15 kV bei 16,7 Hz. Dobova und Šapjane (dieser Bahnhof liegt auf kroatischem Gebiet) sind Grenz- und Systemwechselbahnhöfe zu Kroatien mit 25 kV und 50 Hz. Die Systemwechselbahnhöfe an den Grenzen des slowenischen Gleichspannungsnetzes sind nach italienischem Vorbild elektrisch quergeteilt.

## Personenverkehr
Seit dem Jahr 2000 wird ein Intercityverkehr betrieben, der zunächst zwischen Ljubljana und Maribor aufgenommen wurde (Teil der Bahnstrecke Spielfeld-Straß–Triest). Zwischen Maribor und Ljubljana verkehren auch Pendolino-Züge der Baureihe 310, die als InterCity Slovenija (ICS) bezeichnet werden. Einzelne Verbindungen gibt es auch nach Koper. 

## Fahrzeuge
Der Fuhrpark der SŽ ist sehr vielfältig und besteht vor allem aus deutschen, französischen und amerikanischen Lizenzbauten. Dazu kommen noch elektrische Lokomotiven italienischer Bauart, wie z. B. die Baureihen 342 und 362. Weiterhin verfügt die SŽ über 30 zwei- und dreiteilige elektrische Triebwagen vom Typ Siemens Desiro, die 2000–2002 angeschafft wurden und die Reihenbezeichnung 312 erhielten.
Die slowenische Eisenbahn bestellte im April 2018 elf vierteilige FLIRT-Triebzüge mit Dreisystemausrüstung für 3 kV Gleich- sowie 15 und 25 kV Einphasenwechselspannung und einem Fassungsvermögen von je 235 Reisenden (Reihe 510/515) und fünf dreiteilige Dieseltriebzüge derselben Plattform mit 171 Plätzen (Reihe 610/615). Die Einheiten sollten bis Anfang 2020 geliefert werden. Zusätzlich löste die SŽ im Mai 2019 eine Option für weitere zehn Einheiten der Reihe 510/515 und sechzehn der Reihe 610/615 ein. Diese sollen bis Ende 2021 ausgeliefert werden. Der Gesamtauftrag erhöhte sich durch die Option auf 21 vierteilige elektrische und 21 dreiteilige Dieseltriebzüge.

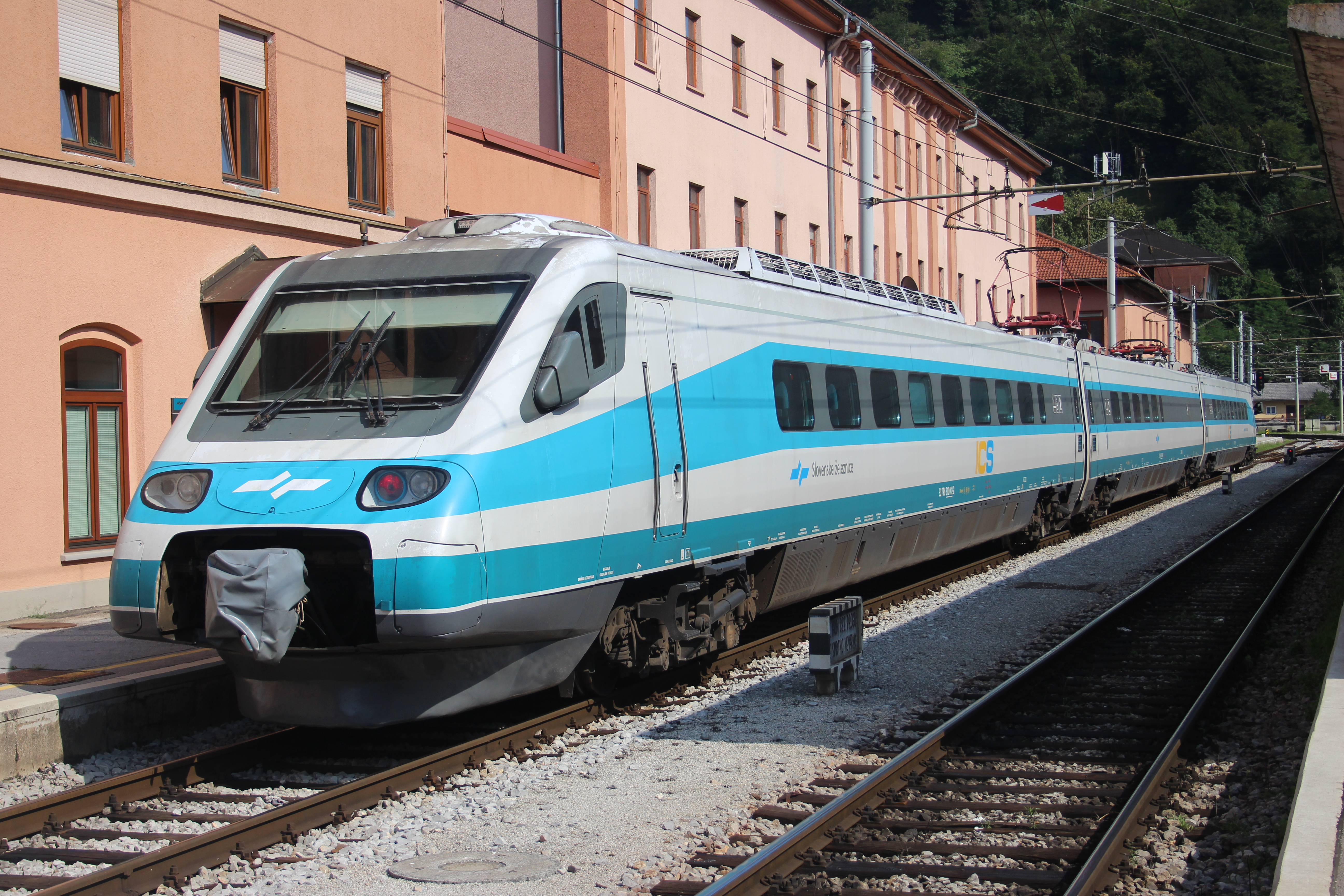
»Pendolino« Reihe 310
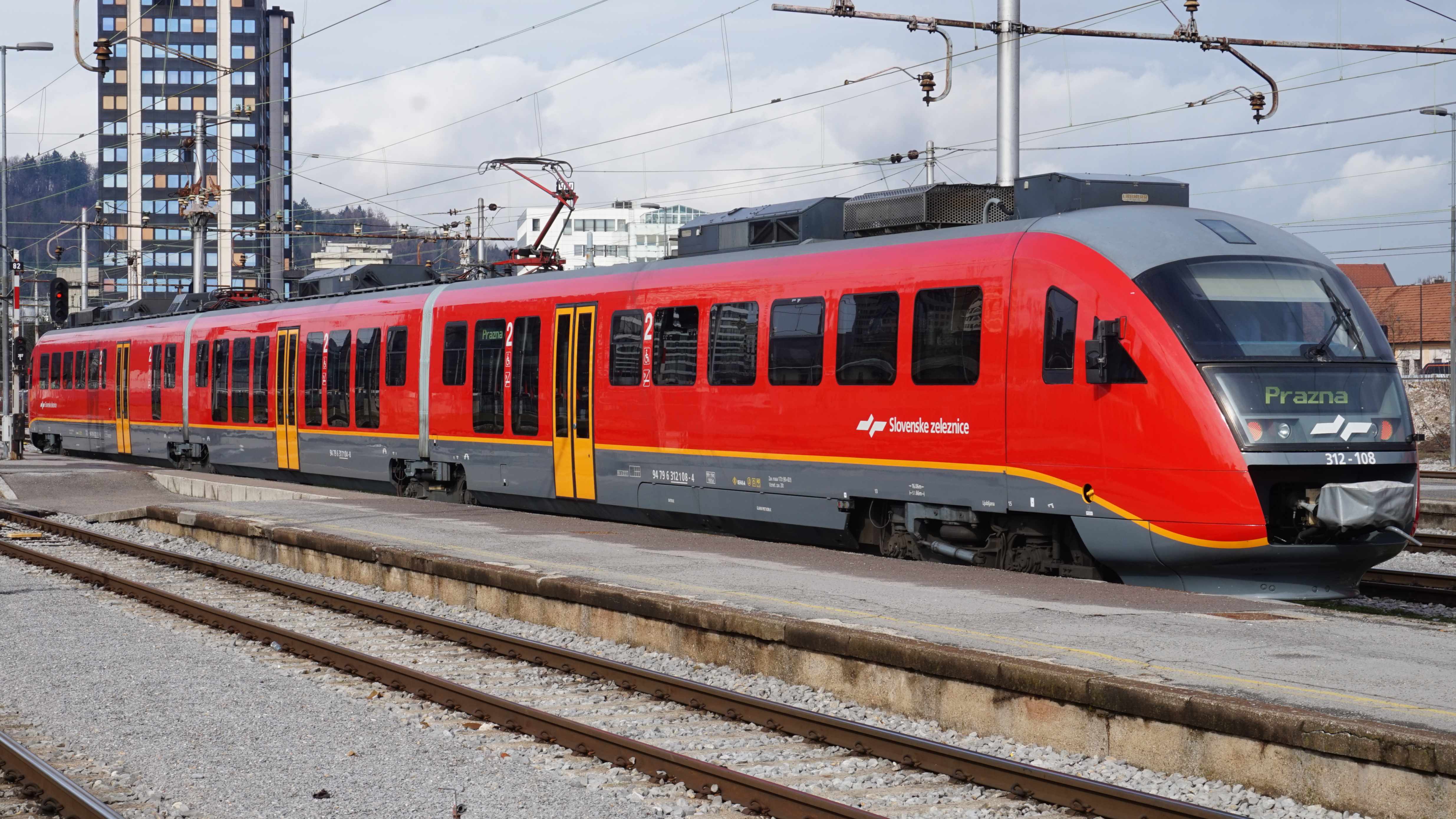
Desiro, Reihe 312/317
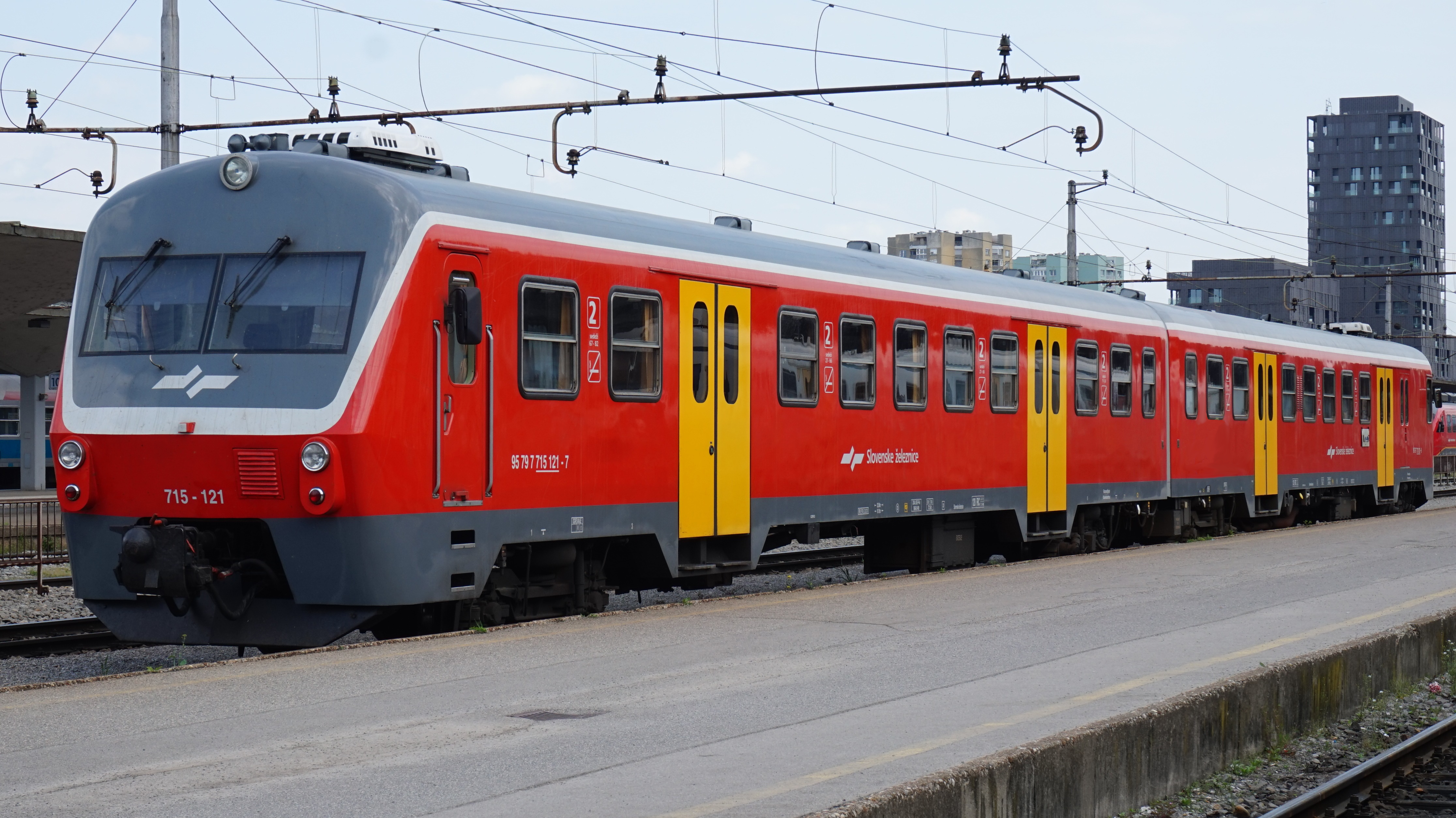
Dieseltriebwagen Reihe 713/715
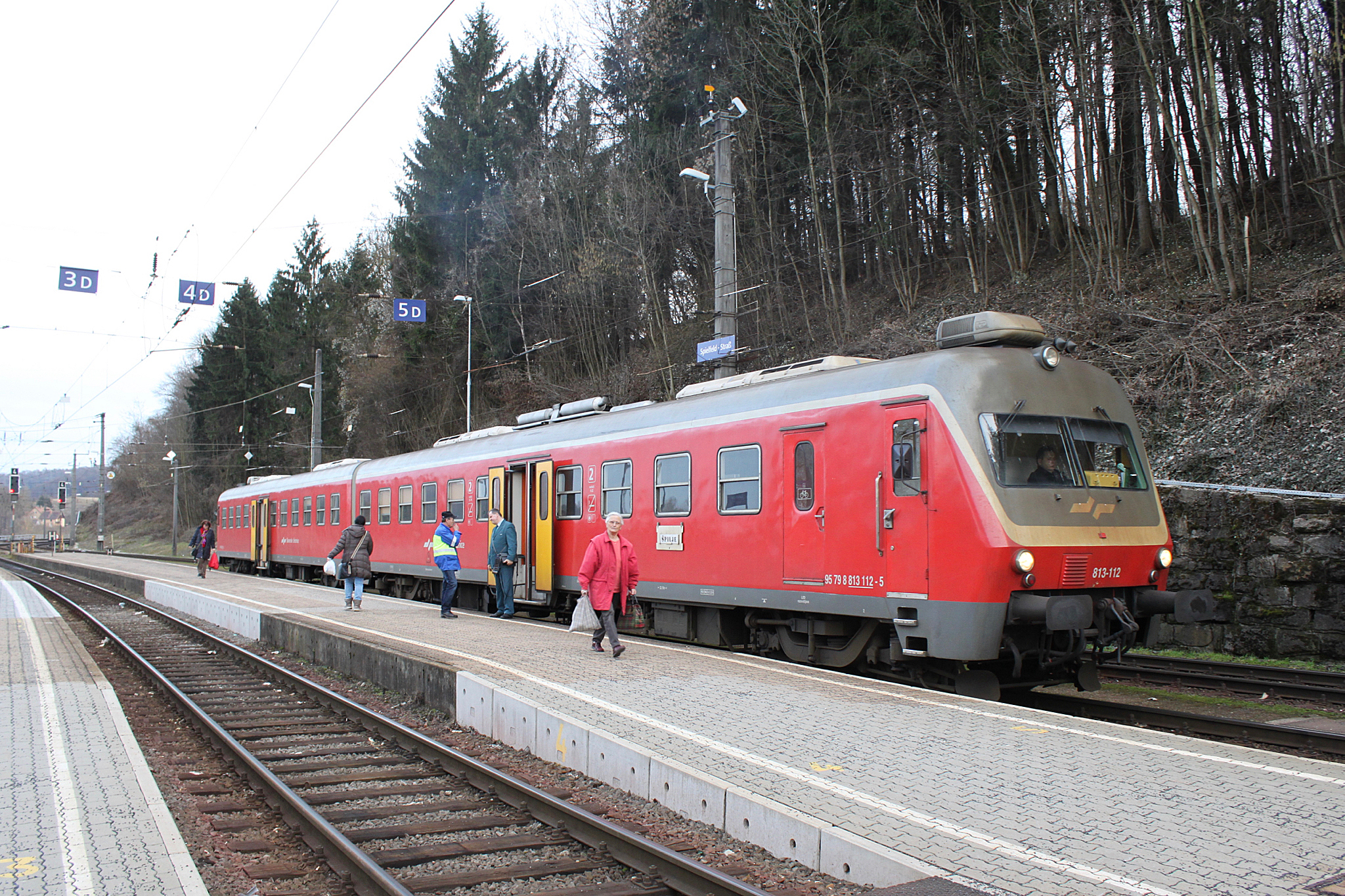
Dieseltriebwagen Reihe 813/814
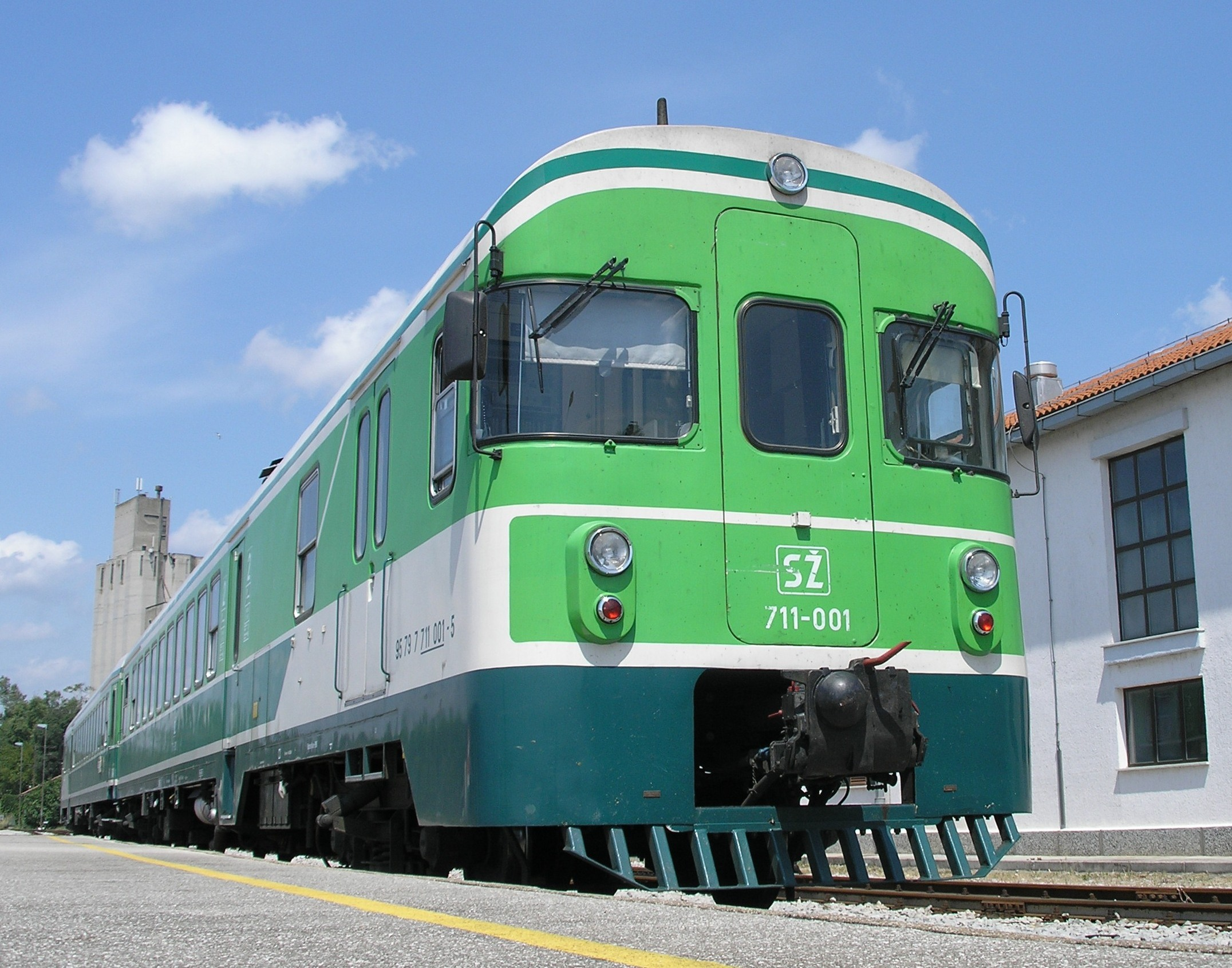
Dieseltriebwagen Reihe 711
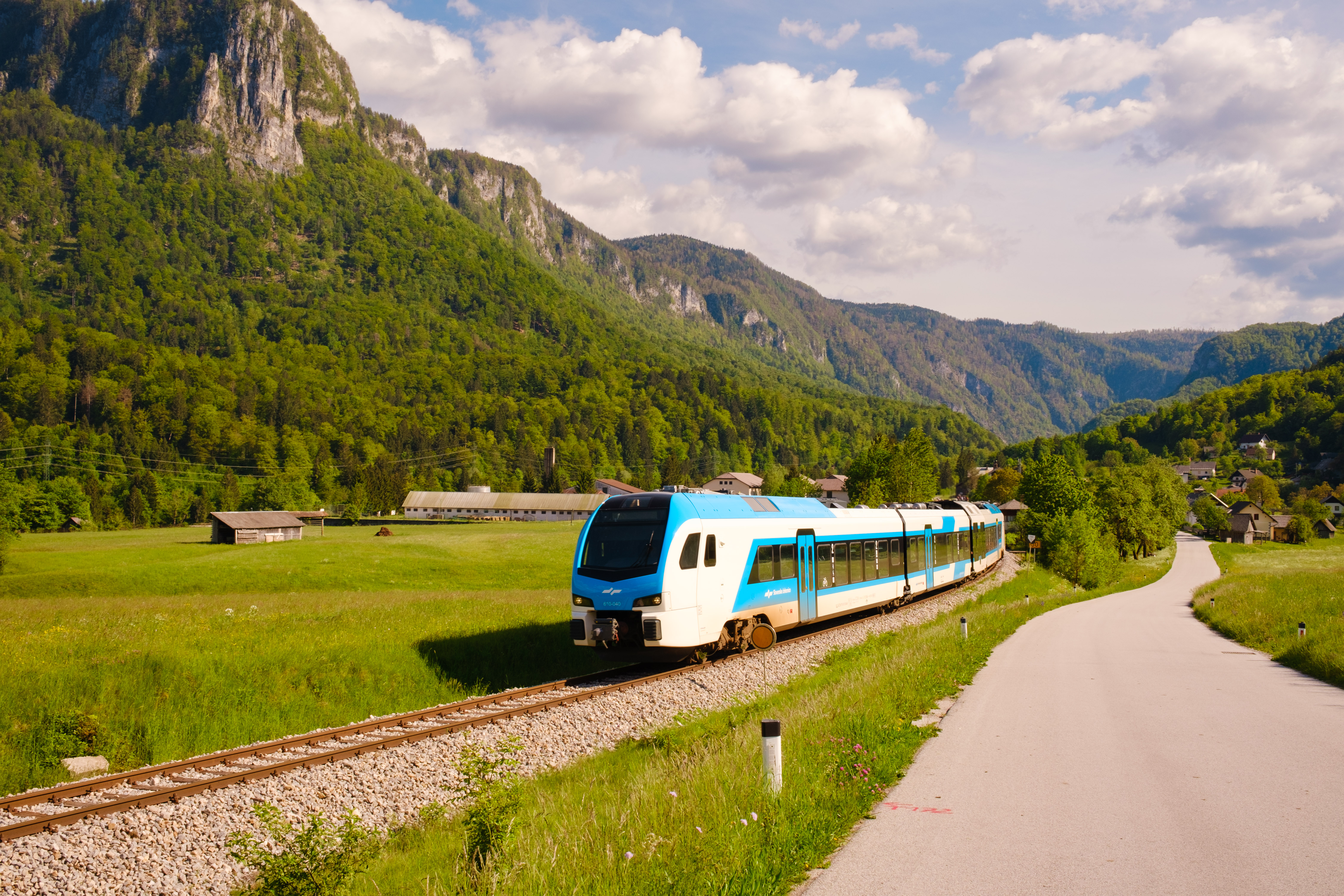
FLIRT 3-Dieseltriebzug, Reihe 610
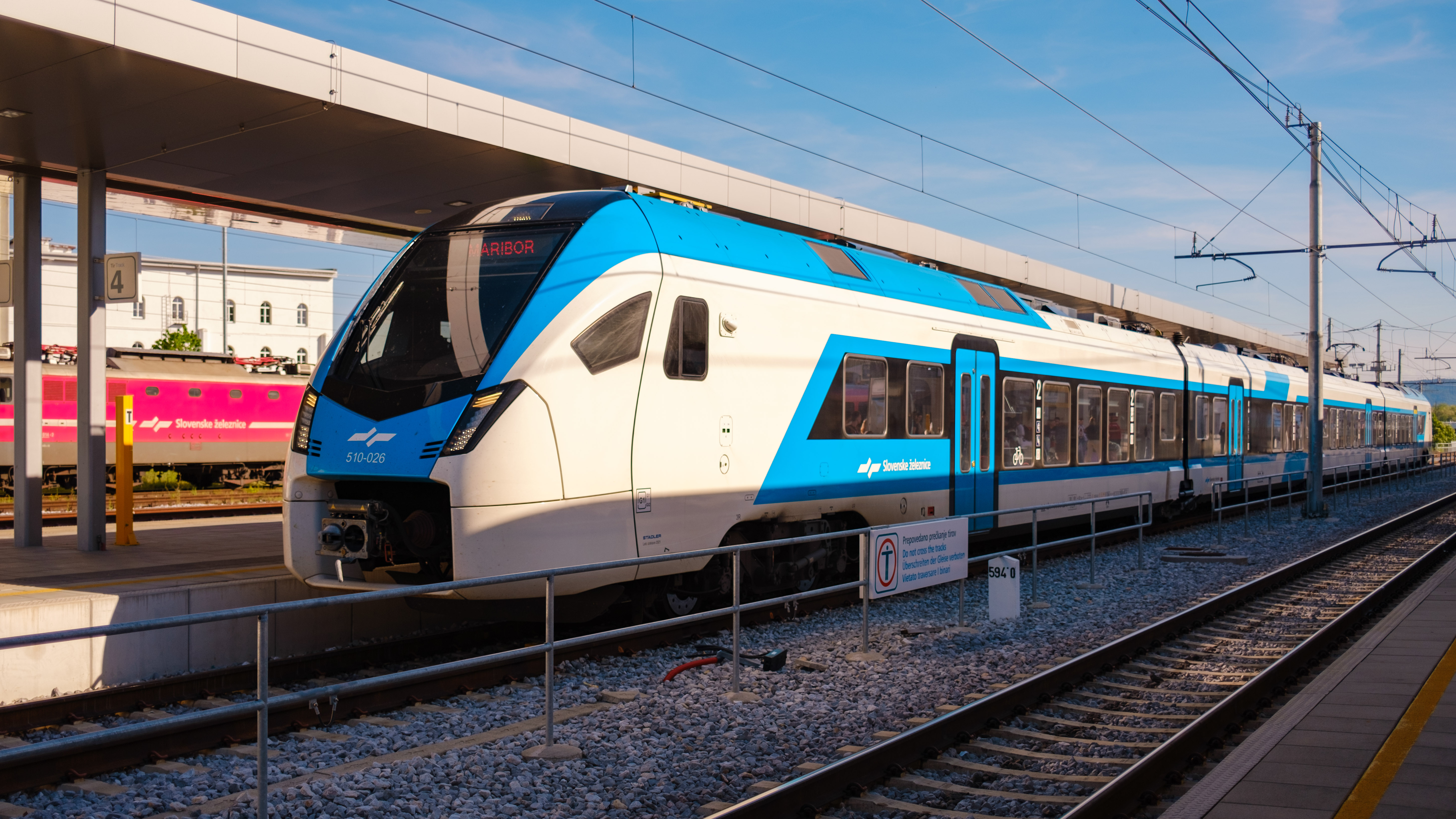
Elektrischer Triebzug FLIRT 200, Reihe 510
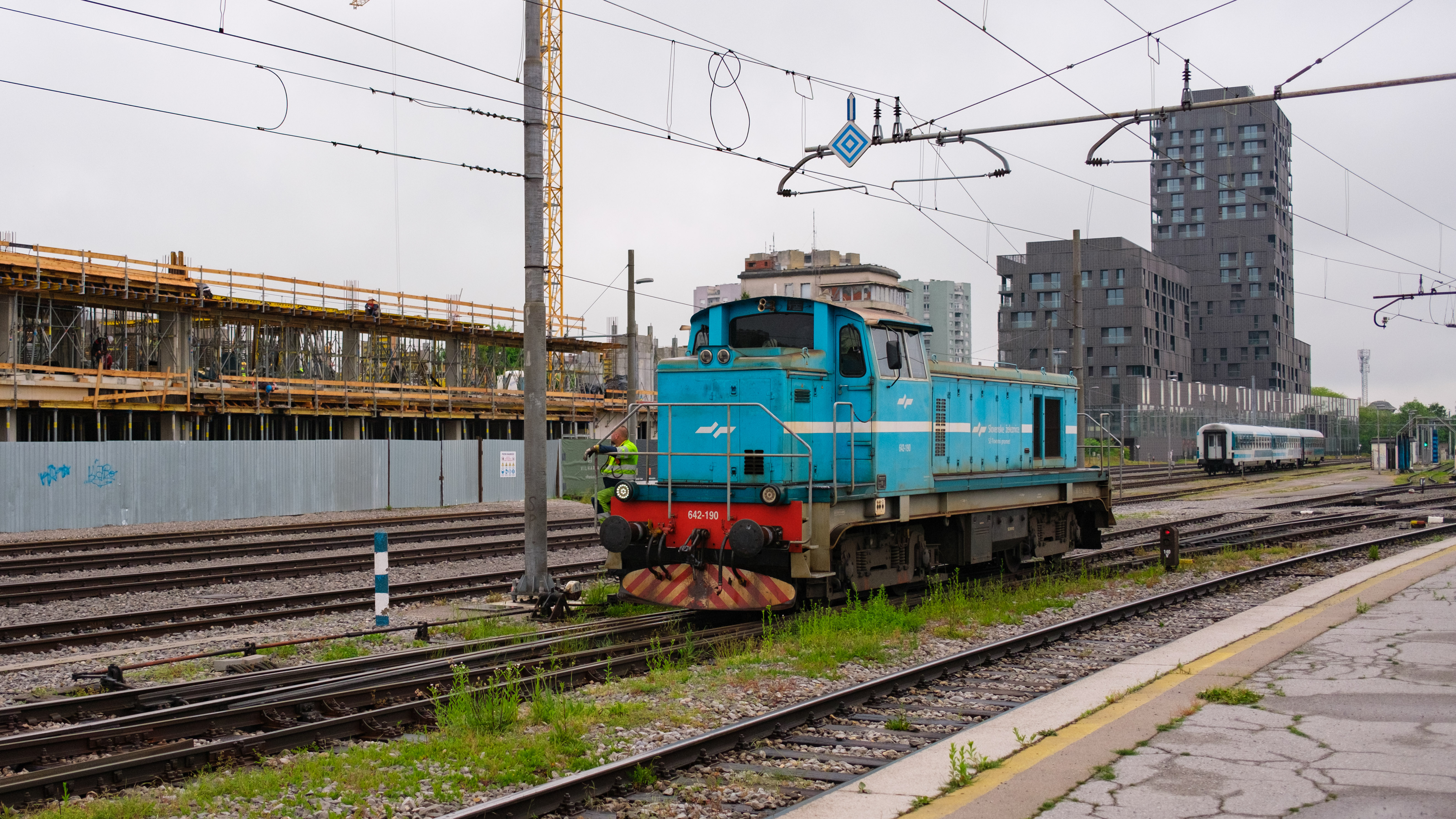
Rangierlokomotive Reihe 642

## Kulturelles Erbe
Die Slovenske železnice besitzen eine umfangreiche historische Sammlung mit vielen Originalfahrzeugen. Ein großer Teil der Objekte wird im bahneigenen Eisenbahnmuseum Ljubljana gezeigt. Auch sind zahlreiche Lokomotiven in slowenischen Bahnhöfen als Denkmal aufgestellt. Einige Objekte wurden auch in andere Länder verliehen, etwa an den Bahnpark Augsburg.